# Художествена изложба
Художествената изложба е мястото, където творения на изобразителното изкуството са представени пред публика. Съществуват изложби на картини (живопис), скулптури, графика, фотоизложби и други.
Изложбите могат да представят работи на един автор (самостоятелна изложба) или на група творци (групова изложба или обща художествена изложба). Общите изложби могат да бъдат тематични (на произведения с обща тема), регионални (на художници и скулптори от определен регион), жанрови (от определен жанр като живопис, графика и т.н.).
Изложбите могат да бъдат постоянни (без определен край на провеждането им) или временни – еднократни, епизодични (по конкретен повод), годишни, двугодишни (биенале), тригодишни (триенале). При последните се представят най-важните творби от определена тематика или жанр, които засягат цялостното развитие на изобразителното изкуство.
Галериите и музеите са предпочитано място за изложби. В музеите обикновено се излагат постоянни сбирки или колекции, докато в галериите изложбите са временни. Разновидност на временните изложби с комерсиална цел са арт панаирите.
В съвременния български понякога като синоними за изложба се използват „експозиция“ или дори „презентация“.

## Други
По времето на тоталитарния комунистически режим в България участието в три общи художествени изложби е основен критерий за членство в казионния Съюз на българските художници.